# Acupalpus pauperculus
Acupalpus pauperculus (лат.) — вид жуков рода Acupalpus из семейства жужелиц. Канада и США. Распространён от Новой Шотландии (Канада) до восточной части Южной Дакоты, на юг до юго-восточного Колорадо, южного Техаса и южной Флориды. Типовой вид подрода Tachistodes Casey, 1914.

## Описание
Обитает в низинах и в горах, субальпийская и альпийская зоны. Границы водоемов и прудов (даже временных), озер, ручьев, рек, водопоев для скота, эвтрофных болот, клюквенных болот, обочин дорог, гравийных карьеров, лугов, пастбищ и пустырей. Открытый грунт; влажная, песчаная или песчано-глинистая почва, покрытая густой растительностью (например, манник, осока). В основном ночные; активны при весеннем солнцепеке; днем укрываются в норах, вырытых в почве (в основном), под отмершими листьями, в подстилке из отмершей растительности, под частями деревьев и камнями, а также у основания пучков растений (ситник). Основной период активности: апрель-май; август-декабрь (в основном). Имаго зимуют на возвышенных и сухих местах, в полях, на вершинах дюн и на опушках лесов; под мертвыми листьями, в траве, на камнях и в гнилых бревнах. Способность к рассеиванию. Макроптерный, часто летает (весной на солнце, в сумерках, ночью при искусственном освещение). Часто встречается в дрейфующем материале на берегах озер. Медленный бегун. Изредка лазает (по растениям). Вид был впервые описан в 1829 году французским генералом и энтомологом Пьером Франсуа Дежаном (1780—1845).